# Saturday Nights & Sunday Mornings
Saturday Nights & Sunday Mornings is het vijfde studioalbum van Counting Crows dat uitkwam in maart 2008.
Het dubbelalbum bestaat uit 16 nummers waarvan 6 op "Saturday Nights" staan. Frontman Adam Duritz liet weten dat de eerste helft van het album geproduceerd is door Gil Norton die ook het 2e album van Counting Crows, Recovering the Satellites, produceerde. 'Saturday Night', zaterdagnacht, is volgens Duritz wanneer je zondigt, en 'Sunday Morning', zondagochtend, is wanneer je daar spijt van hebt. "Zondigen doe je meestal heel luid, boos, bitter, hevig." aldus Duritz.
Volgens gitarist Dan Vickrey is 'Saturday Nights' een rockende heftige kant, en staan op 'Sunday Mornings' meer akoestische en country-achtige nummers.
Op 21 december 2007 heeft de band aangekondigd dat het album in de Verenigde Staten uit zal komen op 25 maart 2008.

## Tracklist
Op 28 januari 2008 werd de volledig tracklist gepubliceerd op www.countingcrows.com.

### Saturday Nights
1. 1492
2. Hanging Tree
3. Los Angeles
4. Sundays
5. Insignificant
6. Cowboys

### Sunday Mornings
1. Washington Square
2. On Almost any Sunday Morning
3. When I Dream of Michelangelo
4. Anyone But You
5. You Can't Count on Me
6. Le Ballet D'or
7. On a Tuesday in Amsterdam Long Ago
8. Come Around

iTunes Bonus Tracks
1. There Goes Everything (Alleen voorbestelling)
2. Come Around (Akoestisch) (Alleen voorbestelling)
3. Sessions
4. Sunday Morning L.A

Dutch Edition Bonus Track
1. Wennen Aan September (met BLØF)